# Municipio de Mason (condado de Arenac)
El municipio de Mason (en inglés: Mason Township) es un municipio ubicado en el condado de Arenac en el estado estadounidense de Míchigan. En el año 2010 tenía una población de 851 habitantes y una densidad poblacional de 10,24 personas por km².

## Geografía
El municipio de Mason se encuentra ubicado en las coordenadas 44°7′27.07″N 83°52′6.96″O / 44.1241861, -83.8686000. Según la Oficina del Censo de los Estados Unidos, el municipio tiene una superficie total de 83,1 km² (32,1 mi²), de la cual 83,1 km² (32,1 mi²) corresponden a tierra firme y 0 km² (0 mi²) (0.0%) es agua.

## Demografía
En el 2000 la renta per cápita promedia del hogar era de $30.357, y el ingreso promedio para una familia era de $33.333. El ingreso per cápita para la localidad era de $12.991. En 2000 los hombres tenían un ingreso per cápita de $29.519 contra $19.821 para las mujeres. Alrededor del 17.0% de la población estaba bajo el umbral de pobreza nacional.